# Helena Malheim
Catharina Helena Malheim, född 1716 i Almunge i Uppland, död i november 1795 i Vänersborg, var en svensk barnmorska och stadsbarnmorska i Vänersborg 1751–1769. Hon examinerades till barnmorska vid Collegium Medicum någon omkring 1750. Malheim är omtalad för boken Barnmorske Lära, 1756, som gavs ut mer än tvåhundra år efter att hon skrivit den.

## Biografi
Helena Malheim var dotter till en fältskär och en prästdotter. Hon åtföljde ofta fadern på hans uppdrag och hade tidigt ett intresse för medicin. Hon gifte sig 1739 med järnhandlaren Anders Ekström (död 1773) från Uppsala och fick sju barn, av vilka fem blev vuxna. 
Collegium Medicum, där Malheim examinerades, var ett läkarsamfund som 1680 fick kungliga privilegier. Kollegiet, som bara bestod av män, kom att införa en rad reglementen för ”Jord-gumman”, det vill säga för de kvinnor som bistod vid förlossningar. Det så kallade Stockholmsreglementet från 1711 föreskrev bland annat att en jordgumma, eller barnmorska, ska examineras av Collegium Medicum, vilket Helena Malheim gjorde efter några år som barnmorskelärling. Hon avlade examen som barnmorska inför Stockholms magistrat omkring år 1750. År 1751 fick hon anställning som stadsbarnmorska i Vänersborg. Hon var troligen stadens första formellt utbildade barnmorska. Hon mottog en lön på 100 randel silver, att jämföra med stadens fältskär som fick 160 och stadsläkaren som fick 300. 
Malheim befann sig i konflikt med de outbildade jordemödrarna eller "hjälpgummorna" som traditionellt anlitades vid förlossning och stämde dem som yrkesgrupp 30 november 1756. Domslaget avvisade ett förbud mot dessa, men beslöt att Malheim som stadens legala barnmorska skulle motta betalning för varje förlossning i staden, även där hon inte hade anlitats. 
Helena Malheim ansökte både 1758 och 1762 om att få bli provinsialbarnmorska och få vara verksam även utanför stadsgränsen, men fick avslag. En sådan tjänst fanns då ännu inte i Sverige och skulle ha varit en innovation. Hon utbildade flera barnmorskor själv, både i staden och på landsbygden. År 1758 lät hon själv utexaminera tre barnmorskor i Vänersborg med en ed till stadens fältskär, vilket bedömdes som olagligt. Hon fick dock tillstånd att undervisa även utanför stadsgränsen. Hon ansökte 1762 om tillstånd att få utexaminera barnmorskor, men fick avslag. 
Helena Malheim började bli blind och därmed mindre yrkesverksam 1764, och 1769 hade Vänersborg anställt en ny stadsbarnmorska. Året därpå blev maken ruinerad och parets bohag såldes på auktion. Vid makens död 1773 var hon utfattig. Hon ansökte 1780 och 1786 om fattighjälp och avled som fattighjon 1795. Ett dokument från 30 november 1795 omtalar att hon avlidit tidigare samma månad.               

## Eftermäle
År 1756 skrev Malheim boken Barnmorske Lära och sände den år 1758 till Collegium Medicum för att få den publicerad. Hon närvarade själv vid sammanträdet i Collegium Medicum i Stockholm, något som var ovanligt för hennes kön. Hon fick avslag. Kollegiet ansåg att den ”inte fyllde något behov”, dessutom var en medlem i kollegiet i färd med att ge ut en egen bok i ämnet. Malheims bokmanuskript hittades i ett godsarkiv mer än två hundra år senare på Riksarkivet av arkivarien och historikern Göran Samuelsson som därefter meddelade fyndet till sin kollega Lisa Öberg som i sin tur kontaktade författaren Pia Höjeberg som 1995 gav ut manuskriptet tillsammans med en biografi om Helena Malheim av Höjeberg.